# Sanctuaire d'Asclépios et théâtre d'Épidaure
Pour les articles homonymes, voir Épidaure (homonymie).
Le sanctuaire d'Asclépios est un haut-lieu de la médecine grecque, situé en Argolide dans le dème d'Épidaure, à environ 10 km à l'ouest de la petite cité portuaire de Paleá Epídavros. Durant l'Antiquité, les pèlerins accouraient de toute la Grèce pour se faire soigner dans le sanctuaire d'Asclépios, dieu guérisseur. Ce lieu abritait des médecins très réputés. Comme dans tous les sanctuaires grecs, des épreuves sportives et théâtrales étaient organisées en l'honneur des dieux. On a retrouvé à Épidaure des vestiges importants d'équipements sportifs, mais le site est surtout célèbre pour son théâtre. 
Le théâtre d'Épidaure a été édifié au IVe siècle av. J.-C. ou au début du IIIe siècle av. J.-C. pour accueillir les Asclépiéia (ou jeux asclépiens), concours en l'honneur du dieu médecin Asclépios. Il a servi de modèle à de nombreux autres théâtres grecs.

## Histoire
Le sanctuaire se trouve à Épidaure. 
À l'époque classique, la renommée du sanctuaire d'Asclépios est très grande. On y pratique la médecine par les songes. Il comprend plusieurs bâtiments publics, dont un grand temple construit au début du IVe siècle av. J.-C. En l'honneur d'Asclépios sont également organisés les Asclépiéia, des jeux panhelléniques pentétériques comprenant des courses de chevaux et, à partir du IVe siècle av. J.-C., des concours de poésie. Le culte d'Asclépios atteint son apogée à l'époque hellénistique.
Dès le début du Ve siècle av. J.-C., les Asclépiéia, fête panhellénique qui avait lieu tous les quatre ans au sanctuaire d'Asclépios à Épidaure, combinaient épreuves gymniques et musicales.
Le théâtre a été construit à 500 mètres au sud-est du sanctuaire d'Asclépios, adossé à une colline ; le koilon (ensemble des gradins) se trouve à flanc de cette colline. Les travaux ont débuté vers 330 av. J.-C.
Le théâtre et le sanctuaire sont pillés en 267 ap. J.-C. par les Hérules, puis en 395 par les Goths d’Alaric Ier. Cependant, les dégâts restent limités. De tous les théâtres antiques, le théâtre d'Épidaure est le mieux conservé. Il a donc été peu restauré. C’est grâce à la pinède qui recouvrait le théâtre qu'il n'a pas été détruit.
Un voyageur anglais, William Gell, relève le plan des ruines au début du XIXe siècle. Commencée en 1881, la mise en valeur du site a été effectuée par les archéologues grecs avec le concours de l'École française d'Athènes.

## Sanctuaire d'Asclépios

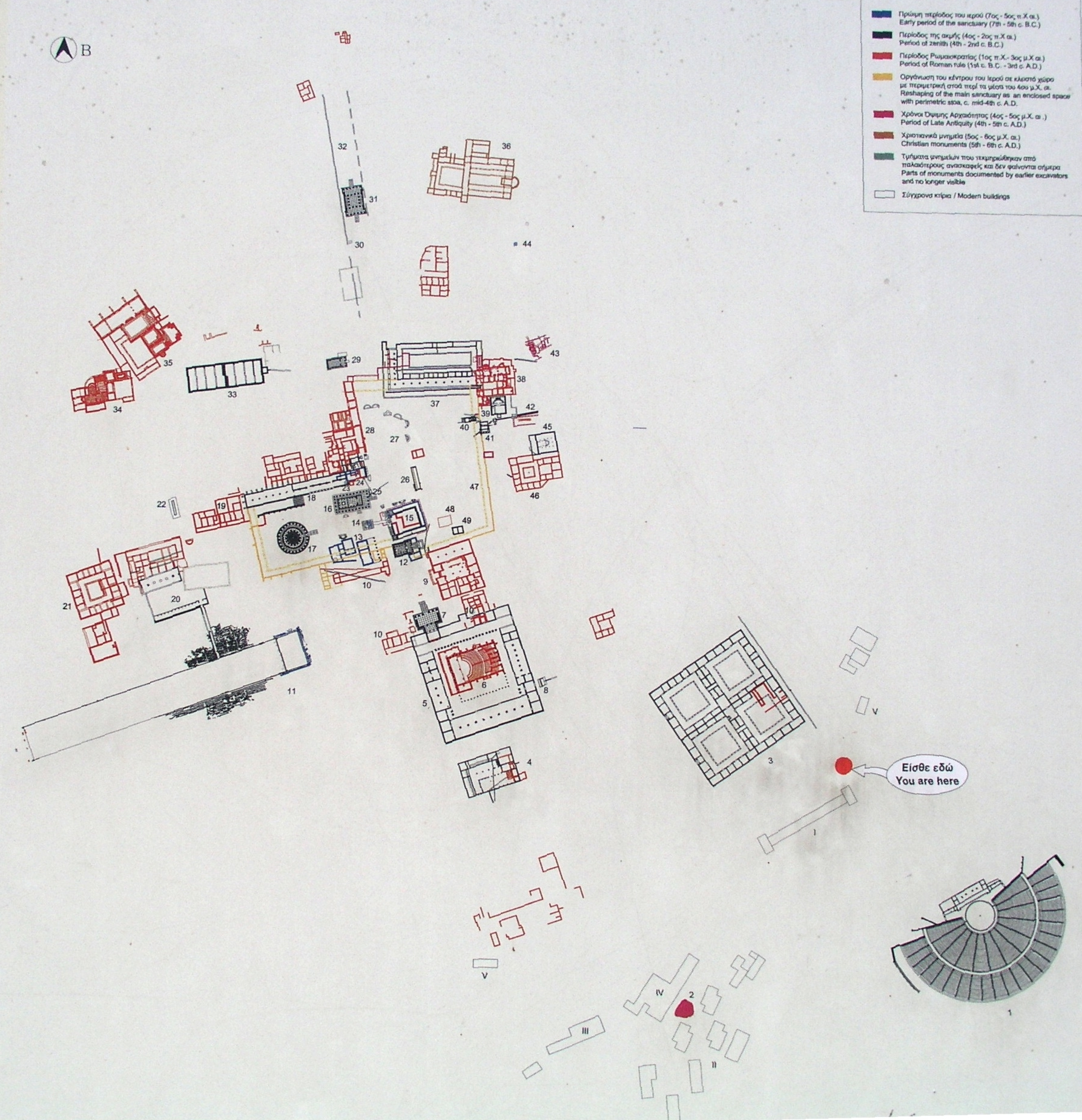
Plan du sanctuaire d'Épidaure :
1. Théâtre ; 2. Cimetière ; 3. Katagogéion (accueil et logement des pèlerins) ; 4. Bains ; 5. Gymnase ou salles de restauration (Hestiatorion) ; 6. Odéon romain ; 7. Propylée du gymnase ; 11. Stade ; 14. Autel d'Apollon ; 15. Habitation des prêtres ; 16. Temple d'Asclépios ; 17. Tholos ; 18. Abaton ou enkoimétèrion (portique d'incubation) ; 29. Temple de Thémis ou d'Aphrodite ; 31. Propylée monumental ; 33. Citerne : 37. Portique de Kotys ; 36. Basilique chrétienne ; 38. Thermes romains ; 45. Anakéion (sanctuaire des Dioscures) ; 46. Villa romaine.
Code des couleurs :
Bleu : -VII / -Ve siècle ; noir : -IVe / -IIe siècle ; rouge : période romaine -Ier / IIIe siècle ; jaune : enceinte et portiques du sanctuaire principal ; marron : IVe / Ve siècle ; vert : éléments plus récents, remblayés.

Le sanctuaire d'Épidaure a été fouillé de 1879 à 1928 par l'archéologue grec Panagiotis Kavvadias, puis continuellement de 1948 à nos jours.

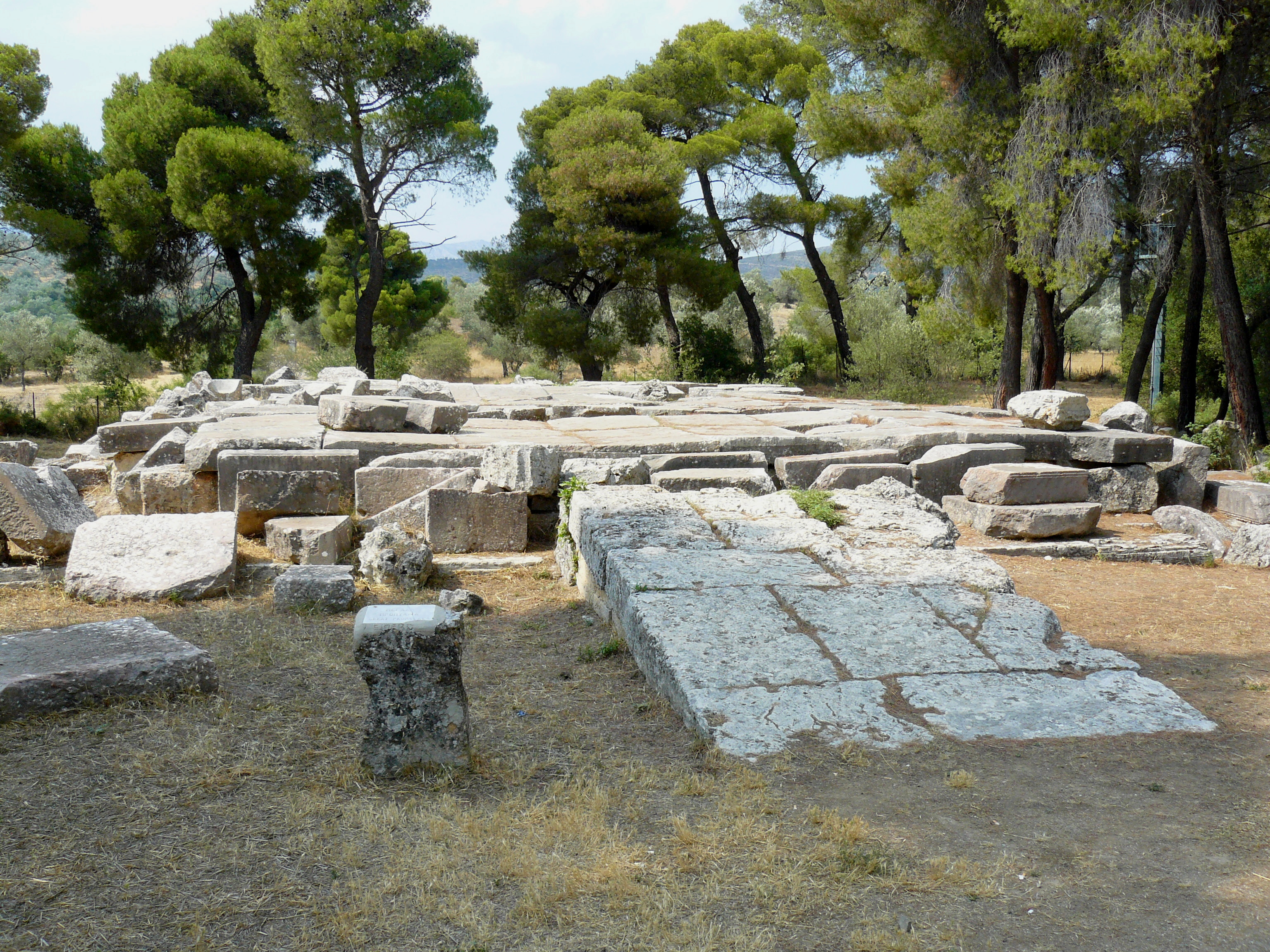
Propylée nord (entrée du sanctuaire)

### Propylée
La route venant du nord conduisait les pèlerins à l'entrée nord du sanctuaire, marquée par un propylée monumental de la fin du IVe siècle av. J.-C., dont il subsiste un soubassement massif à deux rampes symétriques. Le propylée, inaccessible aux chars, avait deux façades symétriques d'ordre ionique, tandis que la toiture était soutenue par quatorze colonnes corinthiennes.

### Temple d'Asclépios
Le temple d'Asclépios, construit au début du IVe siècle, peut-être par l'architecte Théodotos, était un temple dorique hexastyle (6 x 11 colonnes) de 24,30 × 13,20 m, décoré de frontons (Amazonomachie, Centauromachie, prise de Troie) et d'acrotères par le sculpteur Timothéos d'Épidaure. La statue de culte chryséléphantine était l'œuvre du sculpteur Thrasymédès de Paros.
Du temple, il ne subsiste que le soubassement et la rampe d'accès, ainsi que deux exèdres.

Temple d'Asclépios
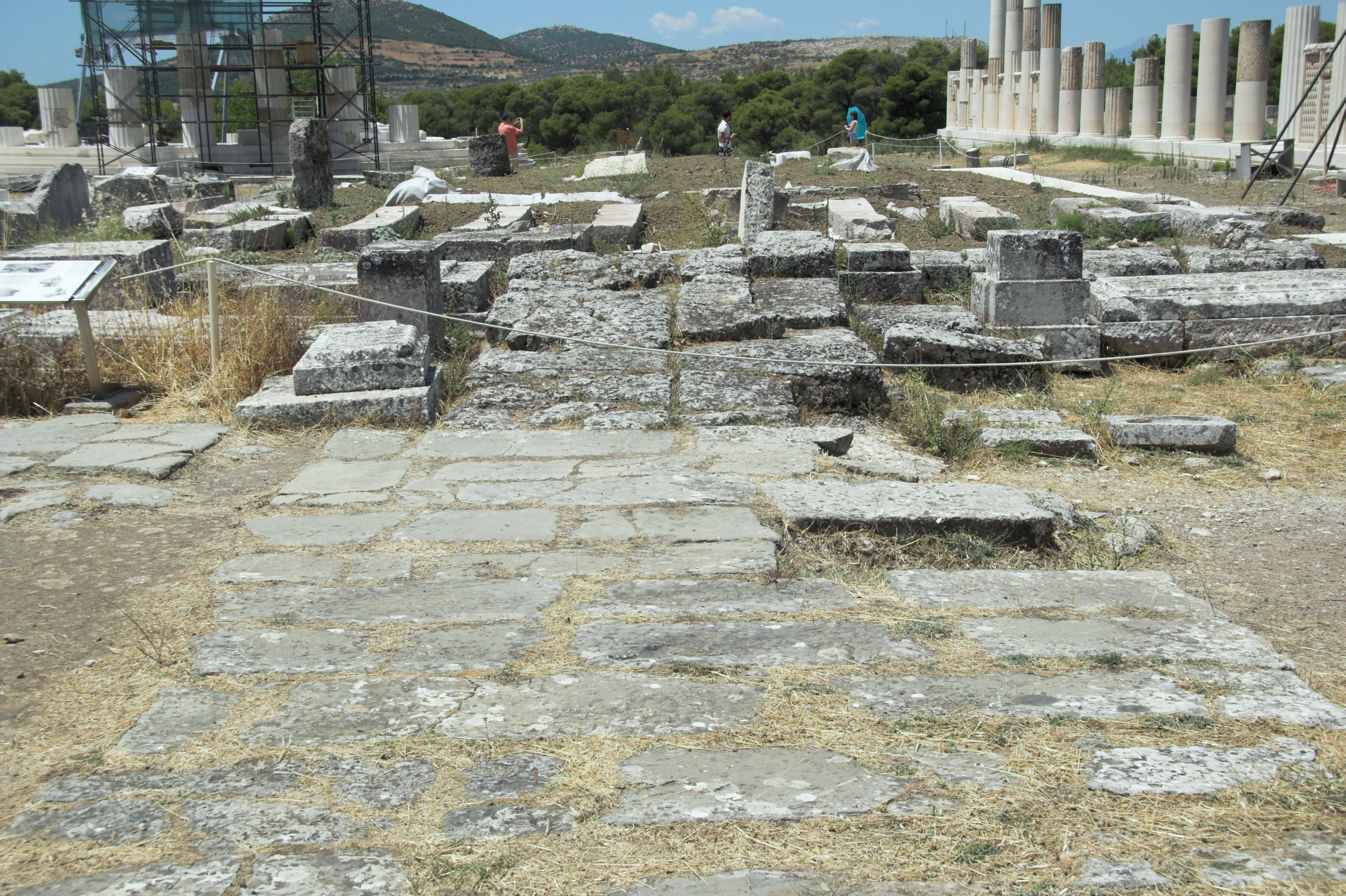
Rampe d'accès et soubassement du temple d'Asclépios.
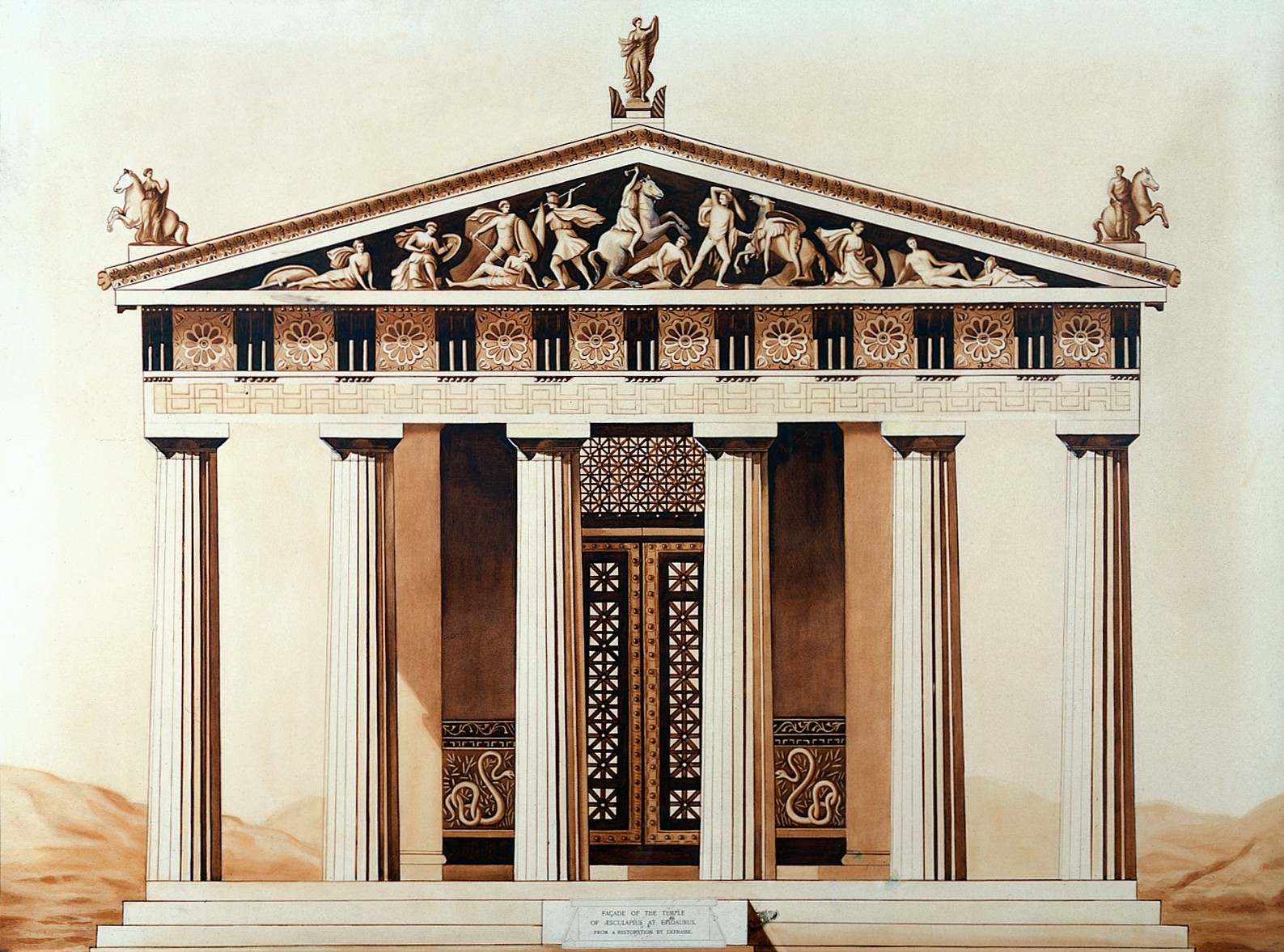
Reconstitution de la façade du temple.
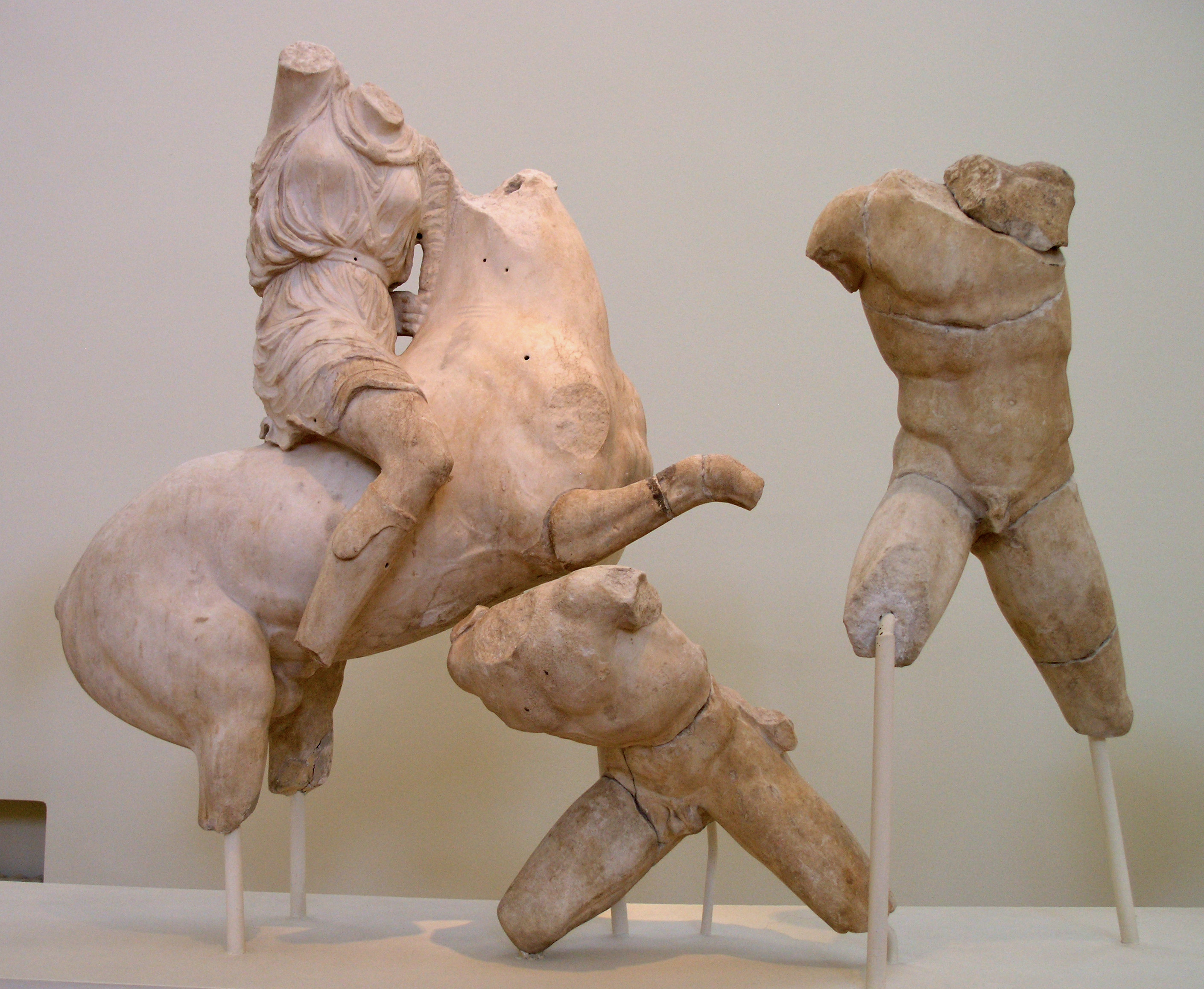
Amazone combattant à cheval. Amazonomachie du fronton ouest.
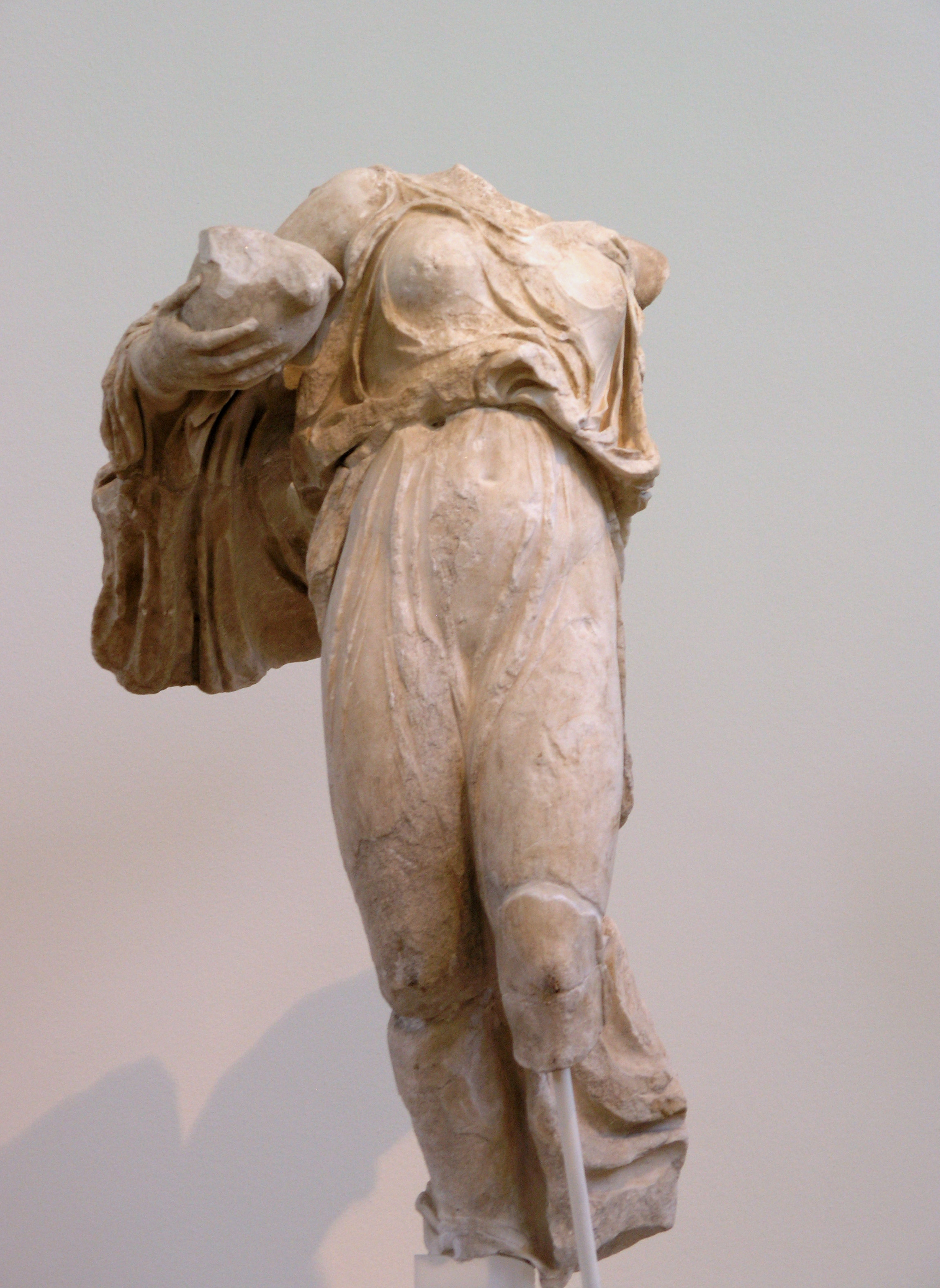
Victoire, par Timothéos.
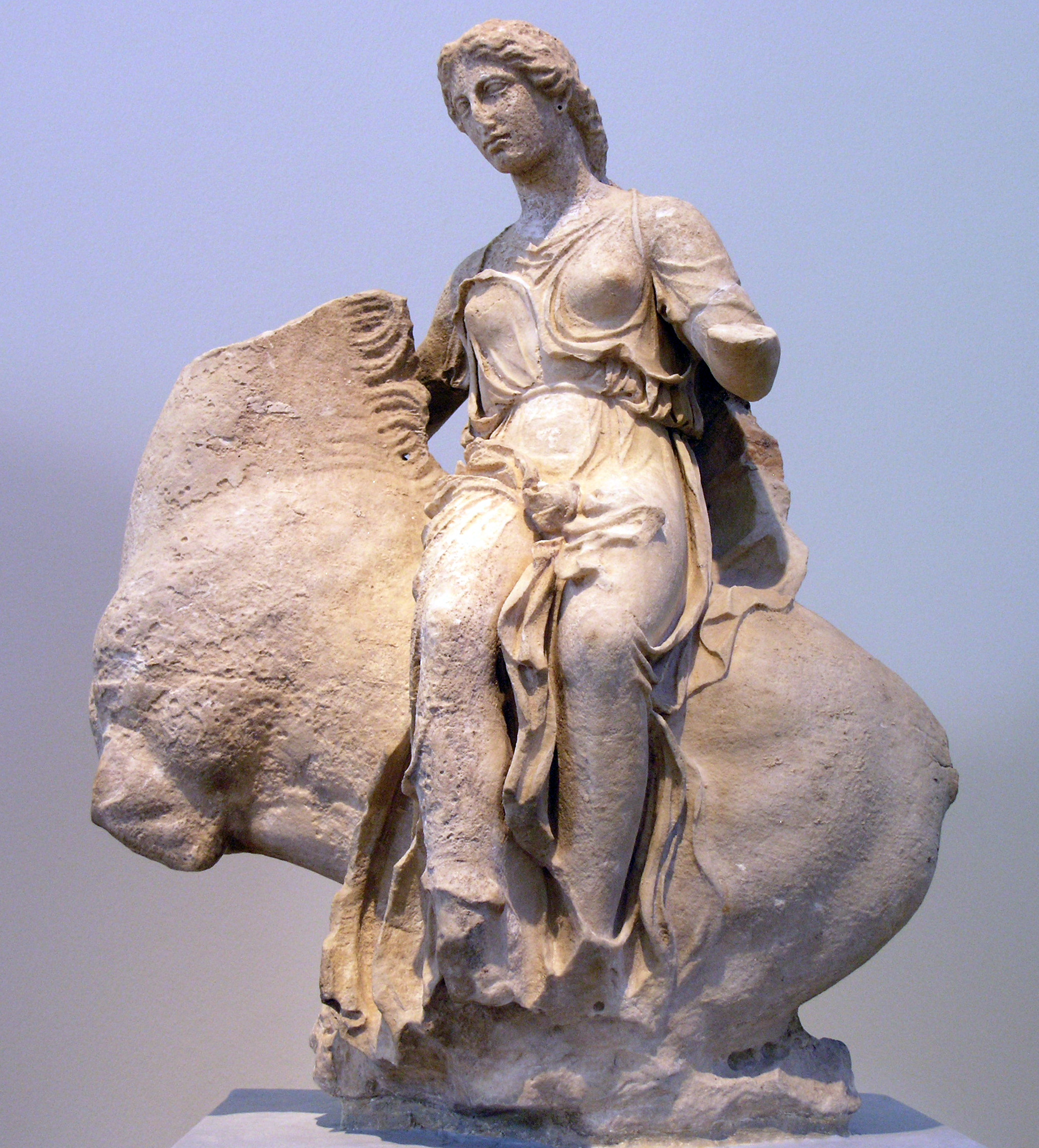
Néréide sur un cheval surgissant des eaux. Marbre pentélique. Acrotère droit du fronton ouest, par Timothéos.

### Tholos
La tholos, œuvre de Polyclète le Jeune, est un temple rond de marbre blanc du milieu du IVe siècle av. J.-C., à 26 colonnes doriques externes et 14 colonnes corinthiennes internes délimitant la cella. Le plafond à caissons était décoré de grandes fleurs sculptées, dont certaines, parvenues jusqu'à nous, sont exposées au musée. Le sol était couvert d'un dallage noir et blanc comportant en son centre une dalle blanche mobile qui donnait accès au sous-sol, conservée in situ. Ces fondations de 21,82 m de diamètre sont composées de murs et couloirs circulaires concentriques communiquant entre eux. Il est possible que la tholos soit le lieu où étaient conservés les serpents sacrés du dieu guérisseur Asclépios, de caractère éminemment chthonien.

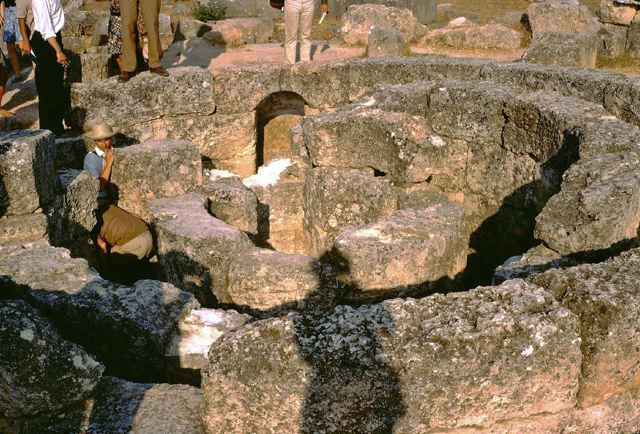
Murs concentriques des fondations  de la tholos.
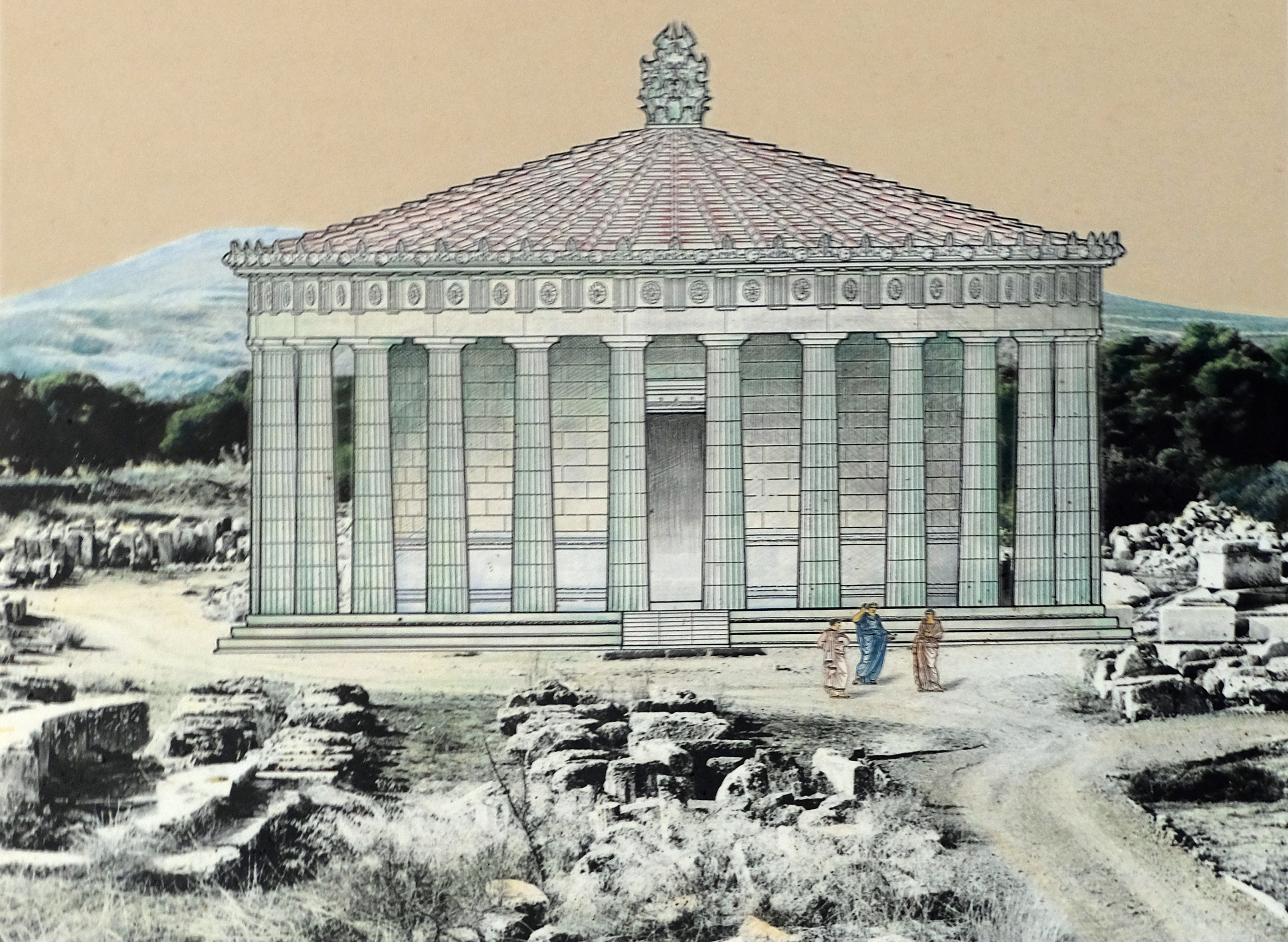
Reconstitution de la tholos.
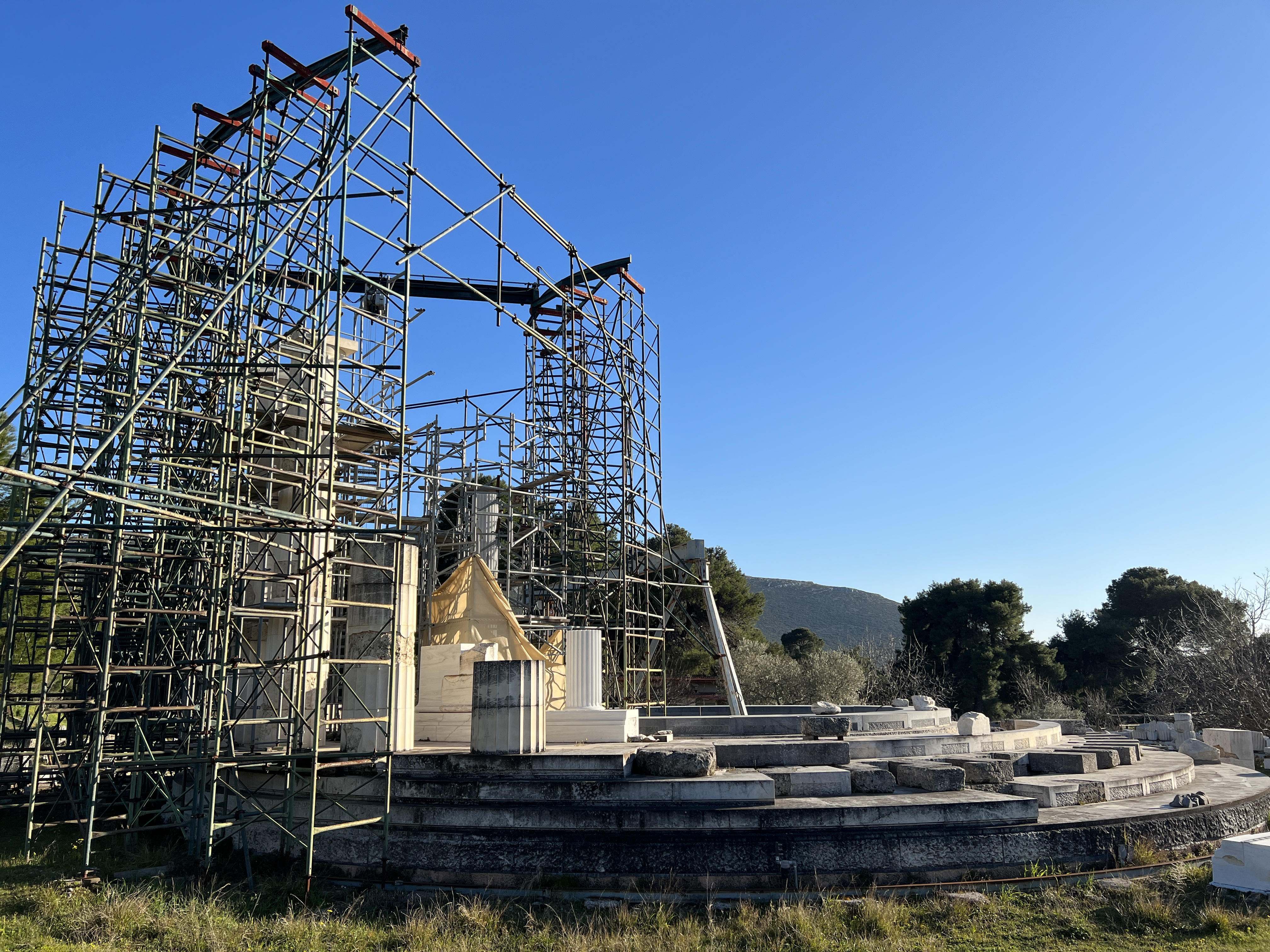
La tholos en reconstruction (2022).

### Abaton (portique d'incubation)
Ce bâtiment du IVe / IIIe siècle av. J.-C., encore appelé abaton ou enkoimétérion (« lieu où l'on est couché »), est un long portique de 70 m de long et 9,50 m de large. Il subsiste des éléments de la structure dorique qui soutenait l'étage et quelques supports des couchettes où les pèlerins attendaient le rêve salvateur qui les guérirait de leurs maux.
Le portique d'incubation a été valorisé au début des années 2000 par des travaux d'anastylose.

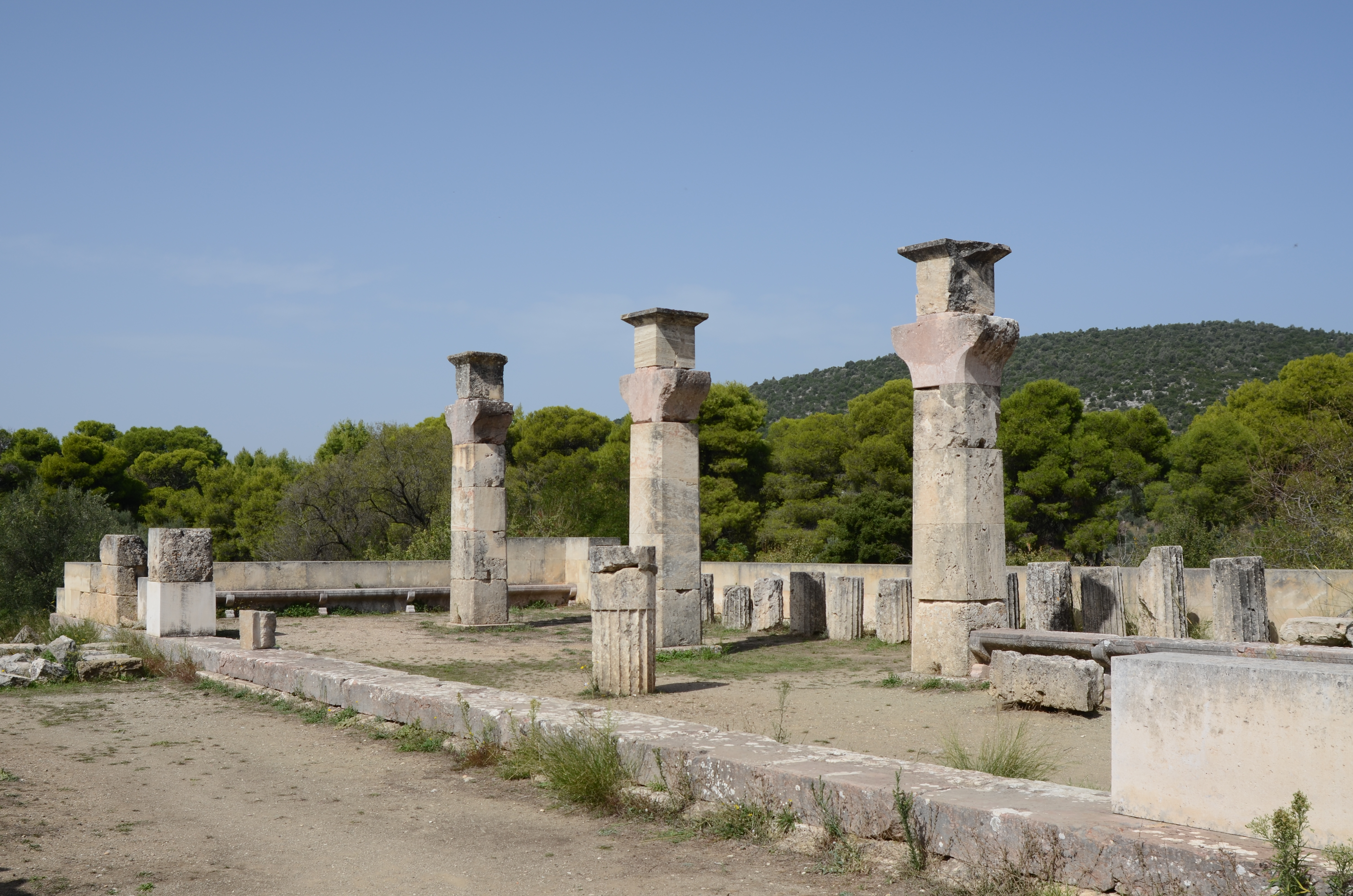
Vestiges et banquettes du portique d'incubation.
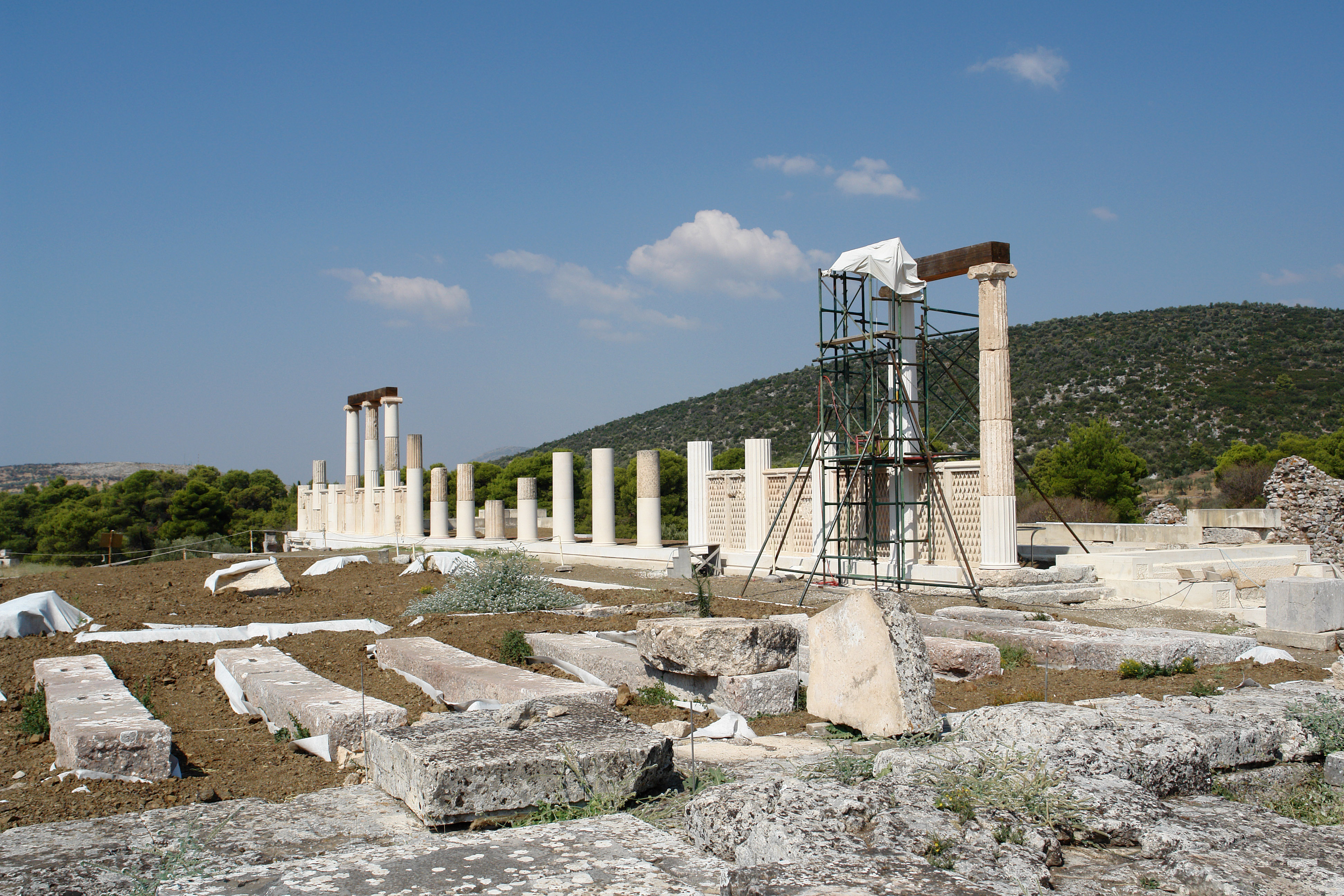
Portique d'incubation (anastylose récente)

### Hestiatorion, odéon

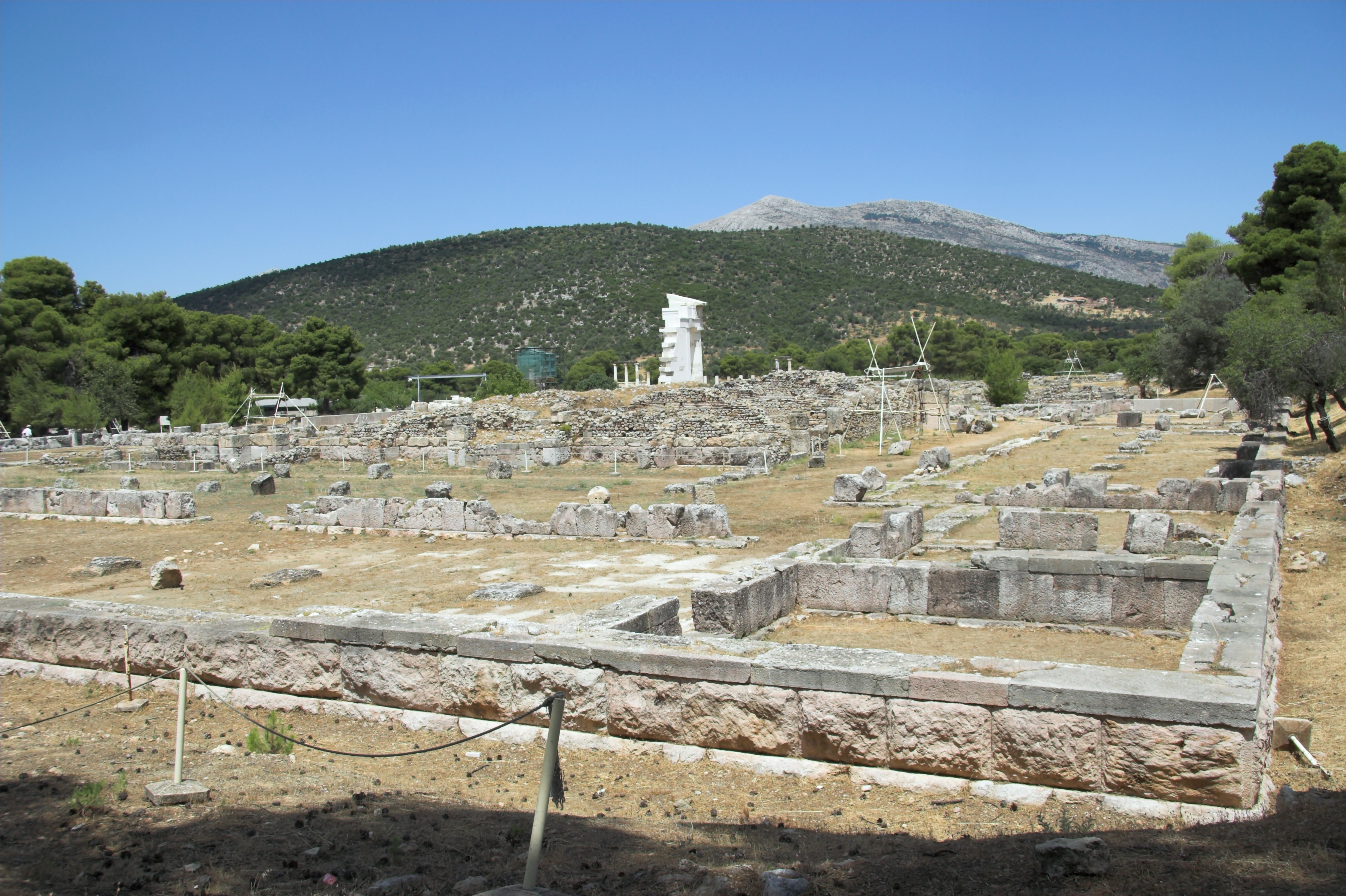
Hestiatorion vu du sud-est, avec l'odéon romain au centre et le propylon reconstitué au fond au centre.

Le sanctuaire s'étend au sud par des établissements destinés à la restauration et à l'hébergement des pèlerins. Un vaste établissement de 76 × 70 m, d'abord interprété comme un gymnase aux nombreuses salles, est plutôt identifié aujourd'hui comme un grand ensemble de salles de restauration (hestiatorion), précédées d'une entrée monumentale dorique hexastyle (propylon, partiellement anastylosé en 2008) et disposées autour d'une grande cour intérieure à péristyle.
À l'époque romaine, le propylon précédent a été remplacé par un petit temple d'Hygie — la Santé, fille d'Asclépios —, tandis que la cour intérieure était occupée par un odéon romain qui reste lisible, marqué par des restes de gradins, une orchestra en demi-cercle et des murs de brique.

### Hôtellerie (accueil des pèlerins)
Plus au sud, le vaste xénon ou katagogéion est un centre d'accueil et de logement des pèlerins. Le bâtiment carré du IVe siècle av. J.-C., de 76 m de côté, comptait 160 chambres réparties sur deux étages et donnant sur quatre cours à péristyle d'ordre dorique.

### Stade

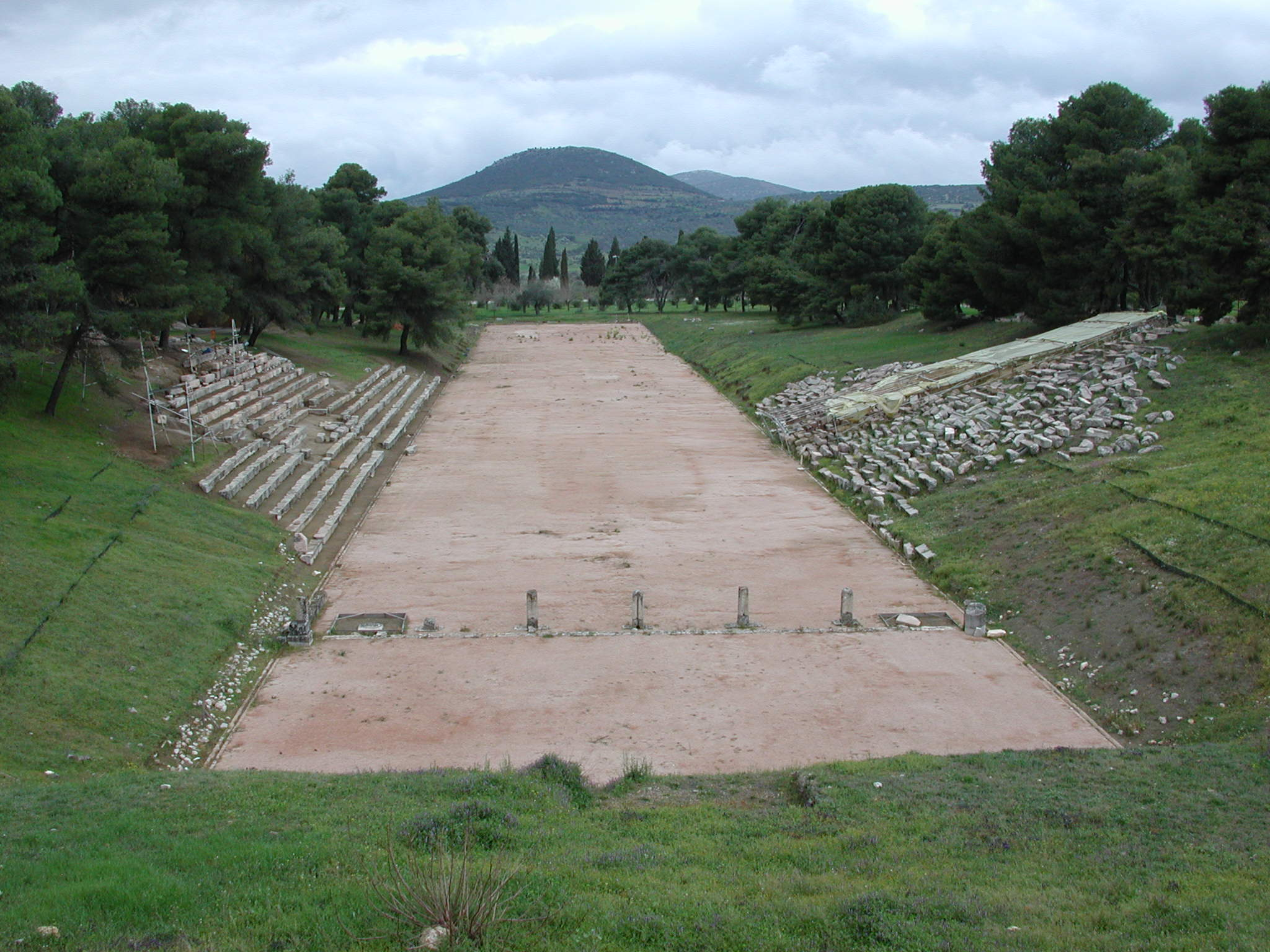
Stade d'Épidaure

Le stade, qui mesure 180 × 22 m, est situé à l'ouest du sanctuaire. Il est de forme quadrangulaire, dépourvu de l'extrémité orientale arrondie habituellement prévue dans ce genre de bâtiments. La piste est bordée de rigoles d'écoulement des eaux et jalonnée de bornes espacées de 32 m, avec des lignes de départ et d'arrivée en dalles de pierre. Un couloir souterrain menait les athlètes vers des pièces privées et probablement vers une palestre. Des vestiges importants des gradins sont conservés des deux côtés.

### Thermes romains
Au nord-est du site, les thermes romains ont été remaniés au IVe siècle, pour la création de cellules de bains individuels. Ils montrent un complexe réseau d'écoulement des eaux.

## Théâtre d'Épidaure

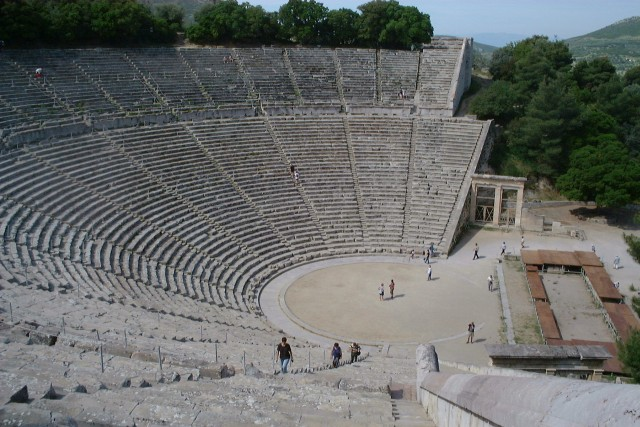
Vue d'ensemble du théâtre.

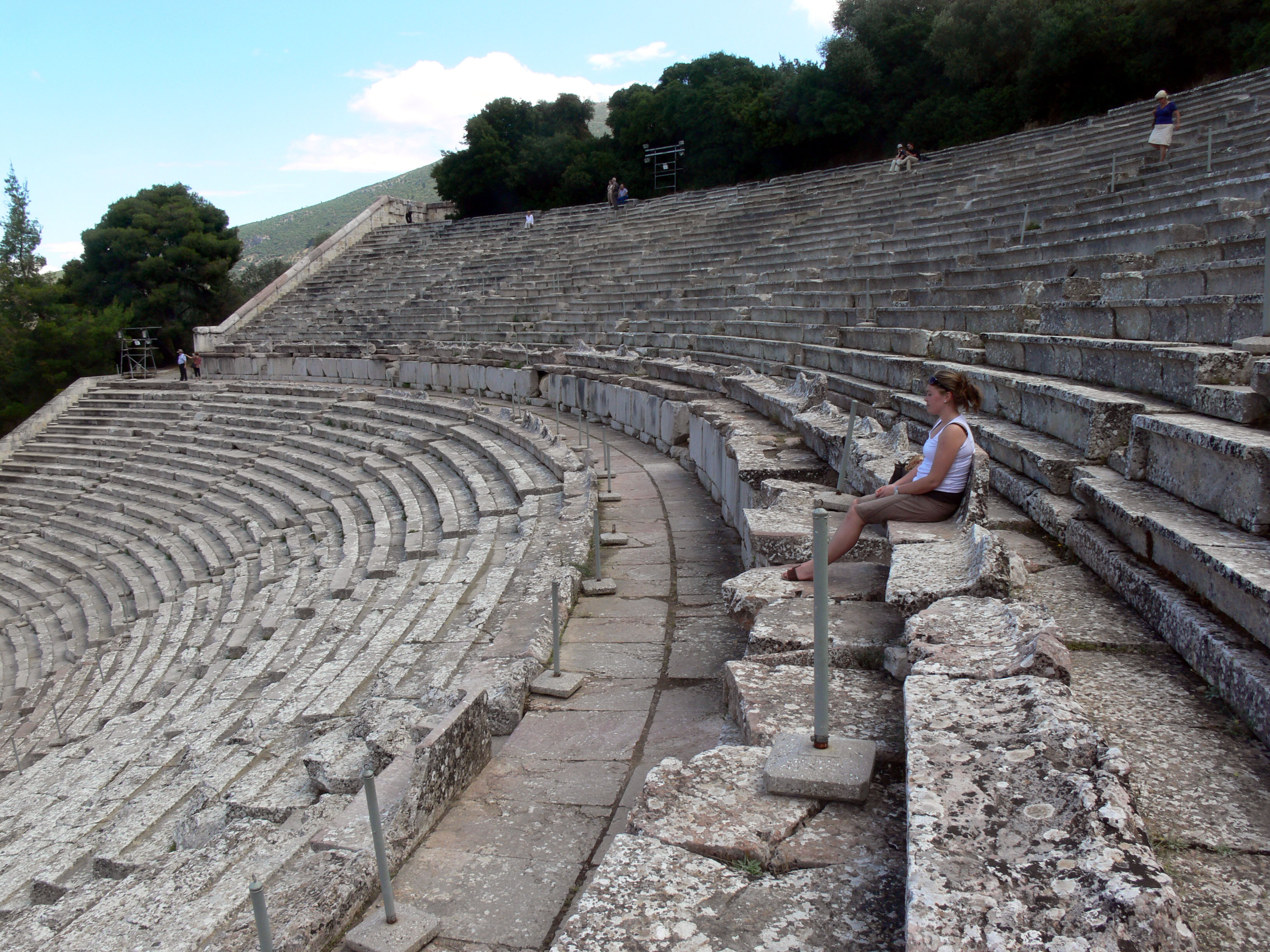
Détail du koilon et du diazôma.

Le théâtre d'Épidaure est le mieux conservé et passe pour le plus accompli de tous les théâtres grecs antiques. Probablement construit au début du IIIe siècle av. J.-C., il est parvenu jusqu'à nous dans un état exceptionnel. Les gradins de calcaire gris, presque tous d'origine, n'ont été restaurés que sur les deux ailes. L'attribution traditionnelle de la construction du théâtre à Polyclète le Jeune, architecte de la tholos qui vivait au IVe siècle av. J.-C., due à Pausanias,, ne semble plus guère admise. 
Le koilon, qui signifie le « creux », appelé aussi cavea en latin, formant l'ensemble des sièges des spectateurs, se développe en un hémicycle de 55 rangées de gradins, divisé en deux niveaux par un couloir appelé diazôma. Il était constitué, à l'origine, de 34 volées de gradins, pouvant accueillir 6 200 spectateurs répartis sur 12 sections (kerkidès) séparées par 13 escaliers. Le niveau supérieur, ajouté au IIe siècle av. J.-C., compte 21 gradins et 22 kerkidès. La capacité du théâtre se trouva ainsi portée à 12 000 spectateurs. Il a été remarqué que les rapports entre les nombres de ces gradins des deux niveaux encadrent le nombre d'or (34/21 = 55/34 = 1,61..). Le sommet des gradins, d'un rayon de 58 m, se trouve situé à 22,50 m au-dessus de l'orchestra.
Des sièges d'honneur en pierre, pourvus de dossiers, occupent le premier rang (proédria), tout autour de l'orchestra. Lors de la construction, l'orchestra circulaire de terre battue, de 20,28 m de diamètre, circonscrite par des dalles de marbre, accueillait les acteurs aussi bien que le chœur des danseurs et des musiciens. La scène (skènè) quadrangulaire, dont on distingue encore les soubassements, fut ajoutée par la suite, ainsi que l'avant-scène (proskénion), avec ses 14 colonnes. Les portes d'entrée monumentales (parodoi) ont été reconstituées. 
L'acoustique du théâtre d’Épidaure est justement renommée. Le moindre son produit au bas des gradins se propage jusqu'aux rangées supérieures. Les visiteurs en font traditionnellement l'expérience par des chuchotements, une chute de pièce de monnaie ou une allumette craquée en plein centre de l'orchestra, là où se trouve une dalle circulaire, réputée pour être l'autel (thymélé) du dieu Dionysos.

## Festival d'Épidaure

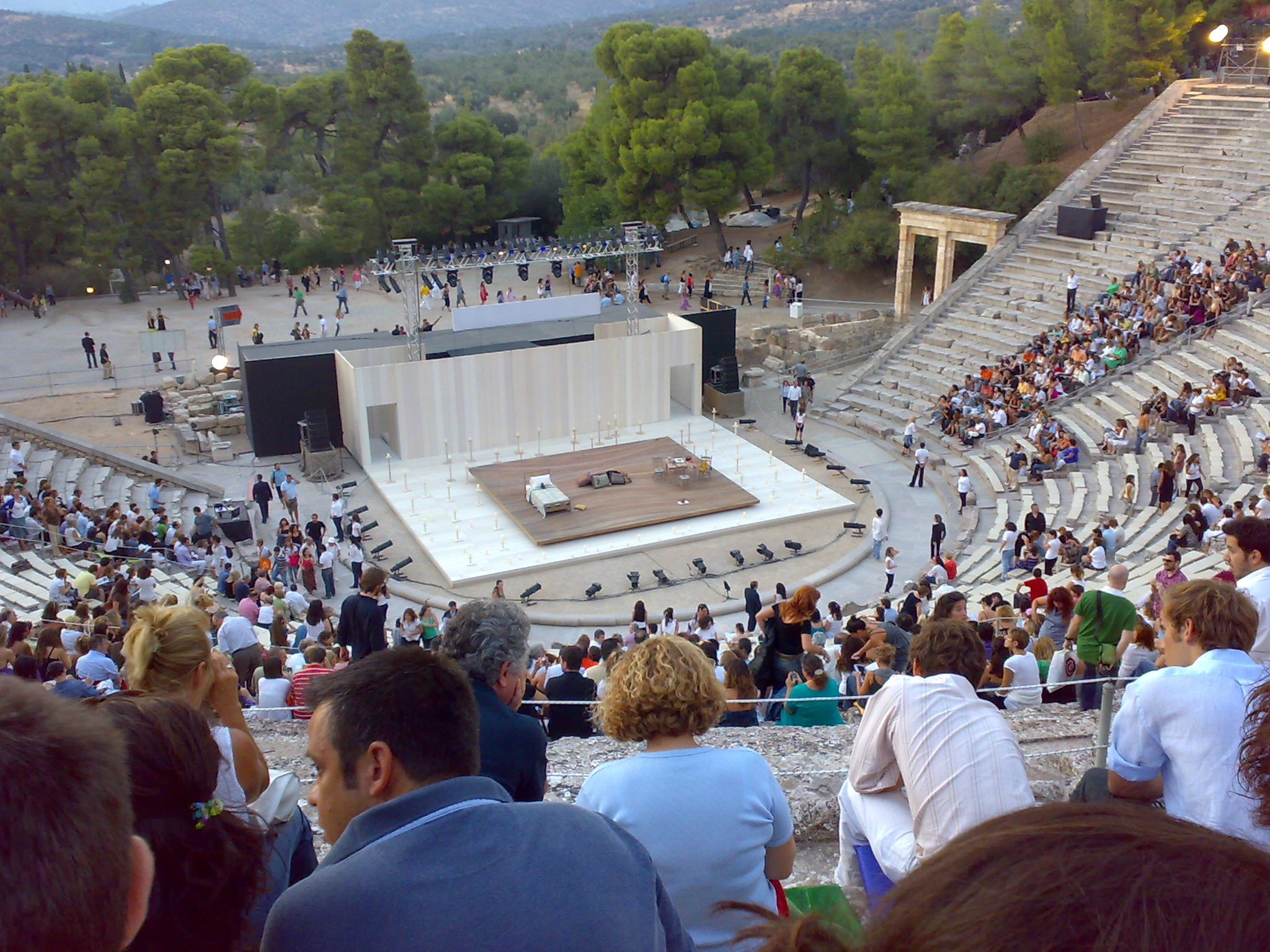
Représentation théâtrale.

Depuis 1954, le théâtre est le cadre du Festival d'Épidaure : tous les vendredis et samedis soir, de juin à septembre, ont lieu des représentations de drames antiques, comme les tragédies d'Eschyle et de Sophocle, mais aussi des spectacles lyriques (Maria Callas y interprète Norma de Bellini en 1960 ou, en 1961, Médée de Cherubini), ainsi que d'autres manifestations culturelles.

## Musée d'Épidaure
Le musée d'Épidaure rassemble des sculptures et éléments architecturaux découverts sur le site.
Le bâtiment du musée, construit entre 1898 et 1900, a ouvert en 1909. C'est l'un des plus anciens musées de Grèce. L'exposition a été conçue par l'archéologue Panagiotis Kavvadias.
La collection présente des objets provenant de l'asklépiéion d'Épidaure, fouillé entre 1881 et 1928. Les objets exposés comprennent des instruments médicaux anciens, des lampes à huile, des offrandes, des sculptures, des reliefs, des inscriptions, des éléments architecturaux, ainsi que des copies de statues dont les originaux se trouvent au Musée national archéologique d'Athènes.
Parmi les sculptures remarquables, il y a une statue d'Hygie du IVe siècle av. J.-C. et des statues d'autres divinités comme Asclépios et Aphrodite, de l'époque romaine. Certaines inscriptions sont notables : l'une, du IVe siècle av. J.-C., rapporte les attributions des travaux de construction du sanctuaire et les dépenses correspondantes. Parmi les éléments architecturaux se distinguent les rosaces de la tholos et des éléments architecturaux issus des temples d'Asclépios et d'Artémis, et aussi des Propylées,.

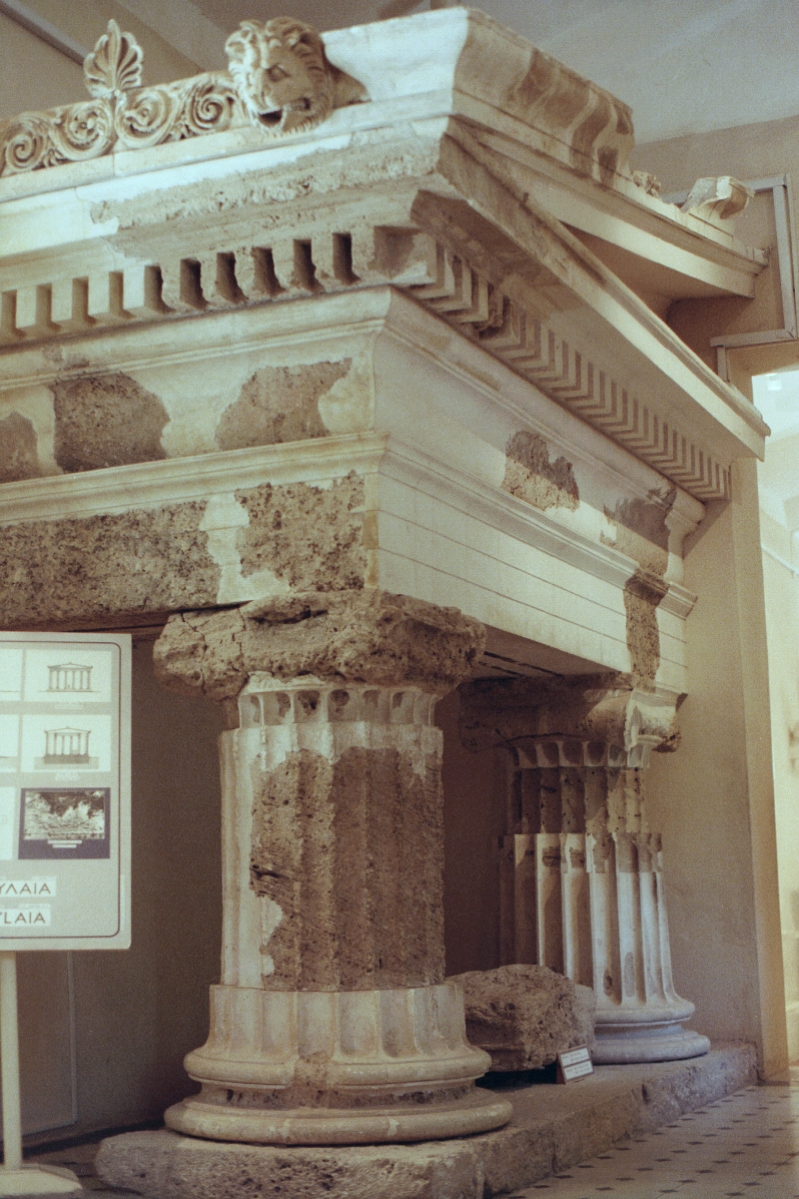
Propylée ionique, vers 280 av. J.-C.
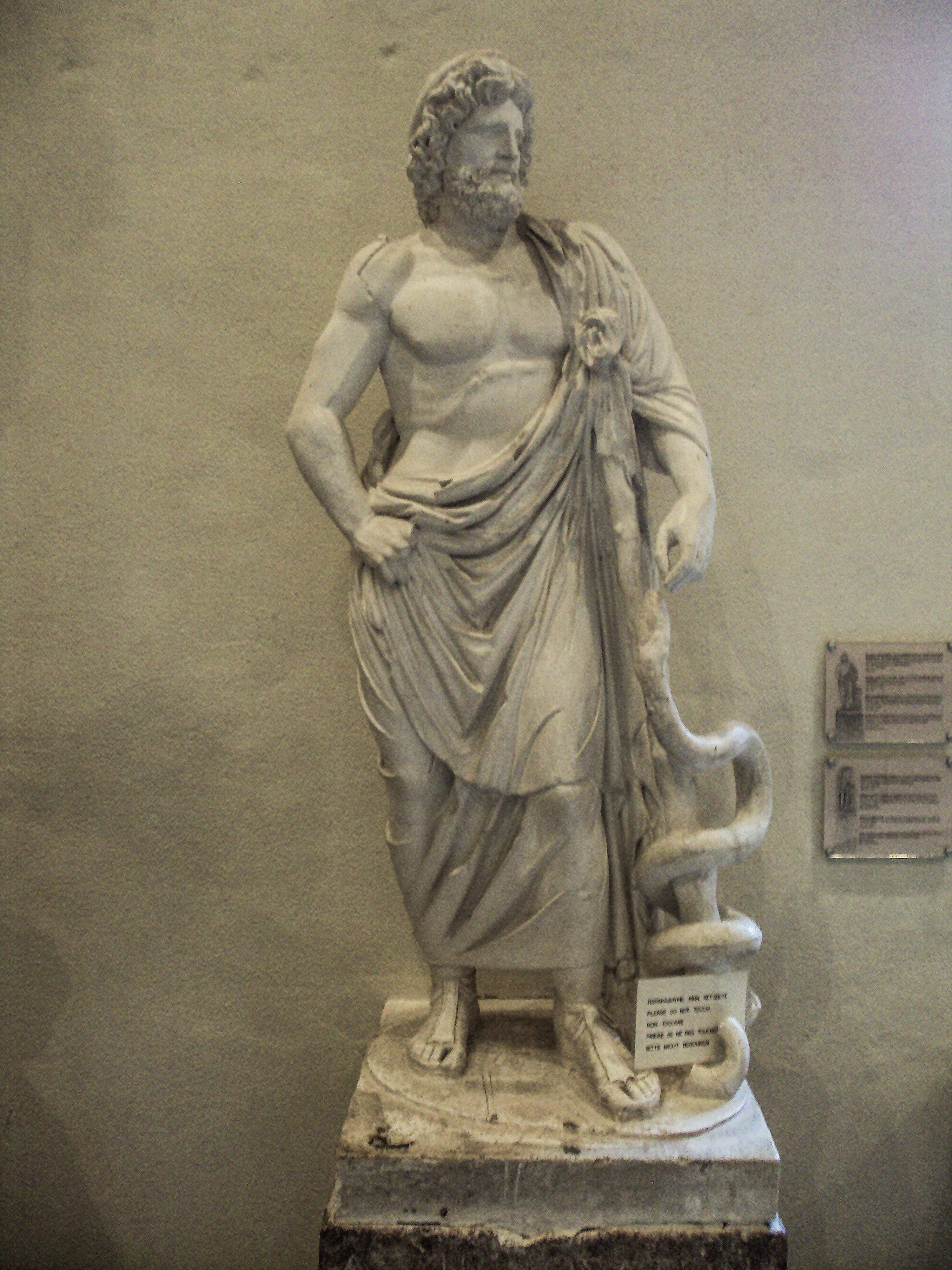
Statue d'Asclépios.
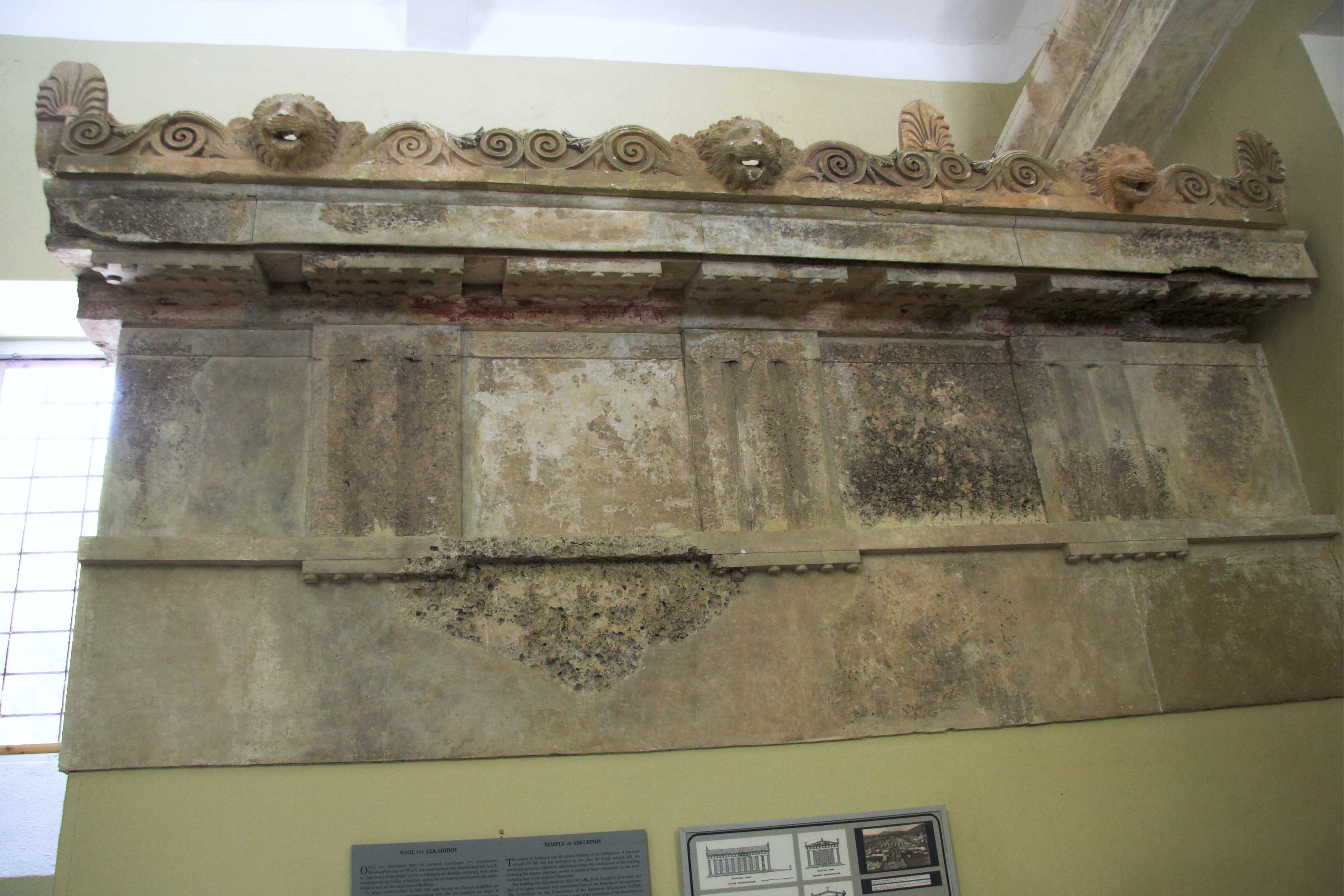
Éléments du temple d'Asclépios.